# Hibernian Football Club 1955-1956
Questa voce raccoglie le informazioni riguardanti il Hibernian Football Club nelle competizioni ufficiali della stagione 1955-1956.

## Stagione
Alla guida dello scozzese Hugh Shaw l'Hibernian raggiunge il quarto posto in campionato con 45 punti piazzandosi dietro a Rangers, Aberdeen e ai rivali dell'Hearts ma davanti al Celtic. In coppa cedono al quinto turno contro il Raith Rovers, pareggiando il primo incontro (1-1) e perdendo il replay della sfida (3-1).
La società di Edimburgo partecipa alla prima edizione della Coppa dei Campioni: gli scozzesi escludono Rot-Weiss Essen (5-1) e Djurgården (4-1) raggiungendo la semifinale dove cedono ai francesi dello Stade de Reims per 3-0.

## Rosa
| N. |                   | Ruolo | Calciatore          |
| -- | ----------------- | ----- | ------------------- |
|    | Scozia (bandiera) | P     | Willie Adams        |
|    | Scozia (bandiera) | P     | Tommy Jounger       |
|    | Scozia (bandiera) | D     | John Grant          |
|    | Scozia (bandiera) | D     | John Higgins        |
|    | Scozia (bandiera) | D     | Willie MacFarlane   |
|    | Scozia (bandiera) | D     | Jackie Plenderleith |
|    | Scozia (bandiera) | C     | Archie Buchanan     |
|    | Scozia (bandiera) | C     | Bobby Combe         |
|    | Scozia (bandiera) | C     | Jock Peterson       |

| N. |                   | Ruolo | Calciatore      |
| -- | ----------------- | ----- | --------------- |
|    | Scozia (bandiera) | C     | James Thomson   |
|    | Scozia (bandiera) | C     | Eddie Turnbull  |
|    | Scozia (bandiera) | A     | Doug Moran      |
|    | Scozia (bandiera) | A     | James Mulkerrin |
|    | Scozia (bandiera) | A     | Willie Ormond   |
|    | Scozia (bandiera) | A     | Tommy Preston   |
|    | Scozia (bandiera) | A     | Lawrie Reilly   |
|    | Scozia (bandiera) | A     | Gordon Smith    |